# Pseudolaubuca jouyi
Pseudolaubuca jouyi és una espècie de peix cipriniforme de la família dels ciprínids que es troba a Corea del Sud.